# Ture Sandberg
Ture Sandberg, född 12 maj 2005, är en svensk fotbollsspelare (mittfältare) som spelar för GIF Sundsvall i Superettan, på lån från IFK Norrköping.

## Klubblagskarriär
Ture Sandberg är uppvuxen i Svärtinge, strax norr om Norrköping, och började spela fotboll i moderklubben Svärtinge SK. Efter att ha A-lagsdebuterat i division 4 som 15-åring flyttade Sandberg inför säsongen 2021 till IFK Norrköping.
I "Peking" blev han snabbt lagkapten för P16-laget och fick redan under sommaren 2021 börja träna med A-laget. Året därpå, den 6 november 2022, fick Sandberg för första gången sitta med på bänken i Allsvenskan då IFK Norrköping spelade 3-3 mot svenska mästarna BK Häcken i årets sista allsvenska omgång. Den allsvenska debuten kom istället tidigt året därpå. När IFK Norrköping besegrade AIK med 3-0 den 10 april 2023 byttes Sandberg in i matchens slutskede. Senare under säsongen fick han bygga på sin A-lagsrutin genom spel med samarbetsklubben IF Sylvia i Ettan Norra.

## Landslagskarriär
Ture Sandberg har representerat Sveriges U19-landslag.
Sommaren 2023 blev han för första gången uttagen i "Blågult" och debuterade därefter i P18-landslagets 1-0-seger mot Wales den 15 juni 2023.

## Statistik
| Klubb                                                | Säsong            | Inhemsk liga                  | Inhemsk liga | Inhemsk liga | Nat. täv. | Nat. täv. | Internat. täv. | Internat. täv. | Totalt | Totalt |
| Klubb                                                | Säsong            | Serie                         | SM           | Mål          | SM        | Mål       | SM             | Mål            | SM     | Mål    |
| ---------------------------------------------------- | ----------------- | ----------------------------- | ------------ | ------------ | --------- | --------- | -------------- | -------------- | ------ | ------ |
| Svärtinge SK                                         | 2020              | Division 4 Östra Östergötland | 3            | 1            | 0         | 0         | 0              | 0              | 3      | 1      |
| Svärtinge SK                                         | Totalt i klubblag | Totalt i klubblag             | 3            | 1            | 0         | 0         | 0              | 0              | 3      | 1      |
| IFK Norrköping                                       | 2023              | Allsvenskan                   | 3            | 0            | 0         | 0         | 0              | 0              | 3      | 0      |
| IFK Norrköping                                       | 2024              | Allsvenskan                   | 4            | 1            | 3         | 0         | 0              | 0              | 7      | 1      |
| IFK Norrköping                                       | Totalt i klubblag | Totalt i klubblag             | 7            | 1            | 3         | 0         | 0              | 0              | 10     | 1      |
| IF Sylvia (lån)                                      | 2023              | Ettan Norra                   | 4            | 0            | 0         | 0         | 0              | 0              | 4      | 0      |
| IF Sylvia (lån)                                      | Totalt i klubblag | Totalt i klubblag             | 4            | 0            | 0         | 0         | 0              | 0              | 4      | 0      |
| IF Sylvia (lån)                                      | 2024              | Division 2 Södra Svealand     | 2            | 1            | 0         | 0         | 0              | 0              | 2      | 1      |
| IF Sylvia (lån)                                      | Totalt i klubblag | Totalt i klubblag             | 2            | 1            | 0         | 0         | 0              | 0              | 2      | 1      |
| Antal matcher och mål är korrekt per den 3 juni 2024 |                   |                               |              |              |           |           |                |                |        |        |